# ダニエル・J・キャラハン
“ダン” ダニエル・ジャドソン・キャラハン（Daniel Judson Callaghan, 1890年7月26日 - 1942年11月13日）は、アメリカ合衆国の海軍軍人、最終階級は海軍少将。名誉勲章受章者。軍歴は二つの大戦を含めて30年に及び、その内20年間は第一次世界大戦時における船団護衛任務を含め、いくつかの艦船での勤務と陸上勤務を経験した。1938年にはフランクリン・ルーズベルト大統領によって海軍補佐官に任命され、第二次世界大戦参戦後は司令官任務に戻った。1942年11月13日の第三次ソロモン海戦では巡洋艦主体の第67.4任務群を率いて戦艦を有する日本艦隊と対決し、海戦はアメリカ側の戦略的勝利に帰したがキャラハン自身は重巡洋艦サンフランシスコ (USS San Francisco, CA-38) 艦上で敵弾を浴びて戦死し、死後に名誉勲章が追贈された。

## 生涯

### 前半生
“ダン”ことダニエル・ジャドソン・キャラハンは1890年7月26日、カリフォルニア州サンフランシスコに商社員チャールズ・ウィリアム・キャラハンとローズ・ウィーラー・キャラハンの子として生まれる。弟は、のちに中将に昇進し戦艦ミズーリ (USS Missouri, BB-63) 艦長時代には、艦に突入した特攻隊員に礼を尽くしたウィリアム・M・キャラハン（アナポリス1918年組）である。キャラハン家の信仰はローマ・カトリックであった。キャラハンは海軍兵学校（アナポリス）に進む前に聖イグナチオ・カレッジ・プレパラトリーに入学して1907年に卒業したが、のちに弟ウィリアムも同じコースをたどった。その後はアナポリスに進み、1911年に卒業。卒業年次から「アナポリス1911年組」と呼称されたこの世代からは沖縄戦で戦艦大和と対決し損なったモートン・デヨ、潜水艦部隊を率いたロバート・H・イングリッシュ、室蘭艦砲射撃を行ったオスカー・C・バジャー2世、空母任務群を率いたジョン・W・リーヴスらがおり、のちに第三次ソロモン海戦でともに戦うノーマン・スコットも同期である。卒業後は少尉候補生として装甲巡洋艦カリフォルニア (USS California, ACR-6) に配属され、8インチ砲の担当となる。1921年5月21日付で少尉に任官した。

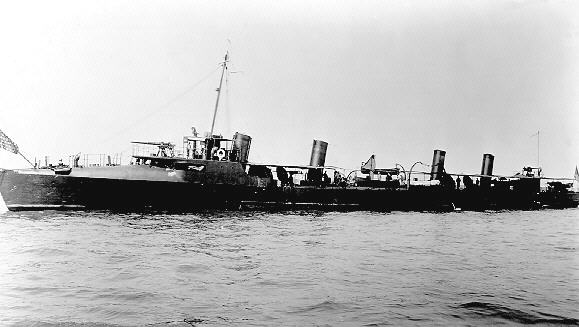
キャラハン二番目の艦で、のちに艦長を務めたトラクスタン。

1913年半ばには駆逐艦トラクスタン (USS Truxtun, DD-14) に移り、1915年5月に中尉に進級。5年におよんだカリフォルニアとトラクスタンにおけるキャラハンはアルコールを避け、定期的にミサに出席するなど「良心的な船乗り」としての評判を高めた。また、砲術にも熱心に取り組み、キャラハンの上官であったジョエル・プリングルは「（キャラハンの）義務への忠実さ、的確な判断と部下の忠誠心を鼓舞する能力は、総じて効率アップにつながった。太平洋艦隊での演習のときには、キャラハンは他の艦よりも艦砲の命中率がよかった」と回想している。1914年7月23日、キャラハンはメアリー・トーミーとオークランドで結婚し、翌1915年10月16日にはアラメダで息子のダニエル・ジャドソン・キャラハン・ジュニアが誕生した。
しかし1915年7月にアラスカに向かっていたトラクスタンで事故が起き、キャラハンは「復水器に違う部品を取り付けた」と非難されて停職処分となり、軍法会議に出頭せざるを得なかった。軍法会議の結果、原因は別の乗組員によるものでキャラハンに非はなしと評決されたもののストレスは大きく、数か月後にトラクスタンの艦長となった際には、半ば白髪になっているかのように見えた。

### 第一次世界大戦から戦間期
1916年11月、キャラハンは防護巡洋艦ニューオーリンズ (USS New Orleans, PG-34) に移る。1917年4月にアメリカが第一次世界大戦に参戦すると、ニューオーリンズは大西洋を渡る輸送船団の護衛に任じた。キャラハンはこの任務を通じて、のちに影響を受けることとなる外科医のロス・マッキンタイアと初めて出会う。キャラハンの伝記を著した伝記作家フランシス・マーフィーによれば、キャラハンはアイルランド沖で損傷したイギリス輸送船を発見し、「4回にわたってニューオーリンズの3倍ある輸送船を曳航しようとしたものの、4回ともケーブルが切れた。艦長は曳航を断念しかけたが、キャラハンは敢然と人並み外れた能力を発揮して部下とともに作業を継続し、最終的に曳航に成功した。ニューオーリンズは48時間かけて輸送船を北アイルランドの基地まで曳航し、タグボートに引き渡した。」。
大戦終結後、キャラハンはジョージタウンに2年にわたって、妻メアリーおよび息子ダニエル・ジュニアと居住した。戦間期の初めには、海軍内における人員再編成に取り組んだ。家族とともにオークランドに戻った1920年10月には、戦艦アイダホ (USS Idaho, BB-42) 配属となり、砲術管制担当士官となる。1923年6月にはアイダホを退艦し、一時中尉の位になったあと、1925年5月からは戦艦コロラド (USS Colorado, BB-45) 配属となる。コロラドはオセアニア巡航のついでにオーストラリアに金を輸送し、1926年にアメリカに戻った。帰国後、キャラハンは戦艦ミシシッピ (USS Mississippi, BB-41) に移って砲術長となった。後年アジア艦隊司令長官や上院議員を務めたこともあるミシシッピ艦長のトーマス・C・ハート大佐（アナポリス1897年組）は、キャラハンについて次のように語った。「私がこの将校について好意的に報告することは難しいでしょうが、彼は一般的には優れていると評価されており、砲術長としては非常に優れた士官であるとは思うので、他所の艦にも薦めることができるでしょう。」
ミシシッピでの勤務は1928年7月に終わり、以降2年間は海軍の検査所に務めていた。その後は合衆国艦隊司令長官の首席補佐官を務め、1931年6月には中佐に昇級した。以降は、カリフォルニア大学バークレー校内の海軍予備将校訓練隊副長を経て、重巡洋艦ポートランド (USS Portland, CA-33) 配属となる。1938年、時のルーズベルト大統領は主治医のマッキンタイアに、海軍補佐官としてふさわしい人物の推薦を依頼した。ここでマッキンタイアは旧知のキャラハンの名前を挙げ、キャラハンは1938年7月に海軍補佐官に任命されて3年間務めた。その間の1938年10月には大佐となった。

### 第二次世界大戦
アメリカがいまだ第二次世界大戦に参戦していなかった1941年7月、ルーズベルトはキャラハンを重巡洋艦サンフランシスコ艦長とした。ルーズベルト曰く、「それは、私がキャラハン大佐を海軍補佐官として手元に置き続けることができないという後悔であった。彼は多くの職務をこなし、その指揮ぶりと効率には大いに満足であった。彼はまた、政府とその他の機関との関係に起こった多くの問題に対して、真に理解をしてくれた。」。キャラハンは1942年4月に少将に昇進し、サンフランシスコの艦長を5月7日まで務めたあと、新たに編成された南太平洋軍入りして司令官ロバート・L・ゴームレー中将（アナポリス1906年組）の参謀長となった。
南太平洋軍は8月7日からのガダルカナル島の戦いで日本軍と対峙しており、キャラハンの仕事は、自然とガダルカナル戦に関わる作戦立案が主であった。しかし、ダグラス・マッカーサー陸軍大将指揮下の南西太平洋軍の間接的な支援があったにもかかわらず戦局は一進一退で、ゴームレーの支援は効果的とは言えず「ガダルカナルは奪回できない」という悲観論が出る有様であった。太平洋艦隊司令長官チェスター・ニミッツ大将（アナポリス1905年組）が直接視察し、ゴームレーを焚き付けても流れはあまり変わらなかった。キャラハンの同期スコットが第64.2任務群を指揮して、1942年10月11日から12日の深夜に五藤存知少将の日本艦隊を追い払ったサボ島沖海戦は一時的にせよ南太平洋方面の連合軍の士気を上昇させたが、日本側は間髪入れず戦艦を繰り出してヘンダーソン基地艦砲射撃（10月13日）を行った。視察したニミッツはゴームレーの解任を決定し、10月18日付で後任はウィリアム・ハルゼー中将（アナポリス1904年組）となった。
ガダルカナル島をめぐる息もつかせぬ攻防で、キャラハン以下ゴームレーの幕僚も疲労困憊の極みであった。ハルゼーの副官ウィリアム・アッシュフォード少佐はゴームレーの幕僚について「睡眠不足、過労、それに一種のぼーっとした状態のままで彼らの双肩にかぶさる緊張で、あまりにも疲れ切っていた。わたしは彼らが人間の持久力の限界に達していると感じた」と回想しており、ハルゼーは幕僚を入れ替えることとした。キャラハンに代わる参謀長にはマイルズ・ブローニング大佐（アナポリス1918年組）を据え、キャラハンは第67.4任務群の指揮を執ることとなった。アメリカでは参謀という職務があまり歓迎されないこともあって、これは「栄転」と受け止められていた。キャラハンの司令官就任は10月30日付で発令された。キャラハンは自分の旗艦を、半年足らず前までは自分の艦であったサンフランシスコと決めたが、当時サンフランシスコはスコットの旗艦であった。しかし、キャラハンの少将昇進がスコットより早かったこともあって、スコットはサンフランシスコをキャラハンに譲って軽巡洋艦アトランタ (USS Atlanta, CL-51) に移り、副将格となった。そのサンフランシスコはキャラハンが艦長だったころとさほど変わっておらず、レーダーも旧式のままであった。

### 第三次ソロモン海戦

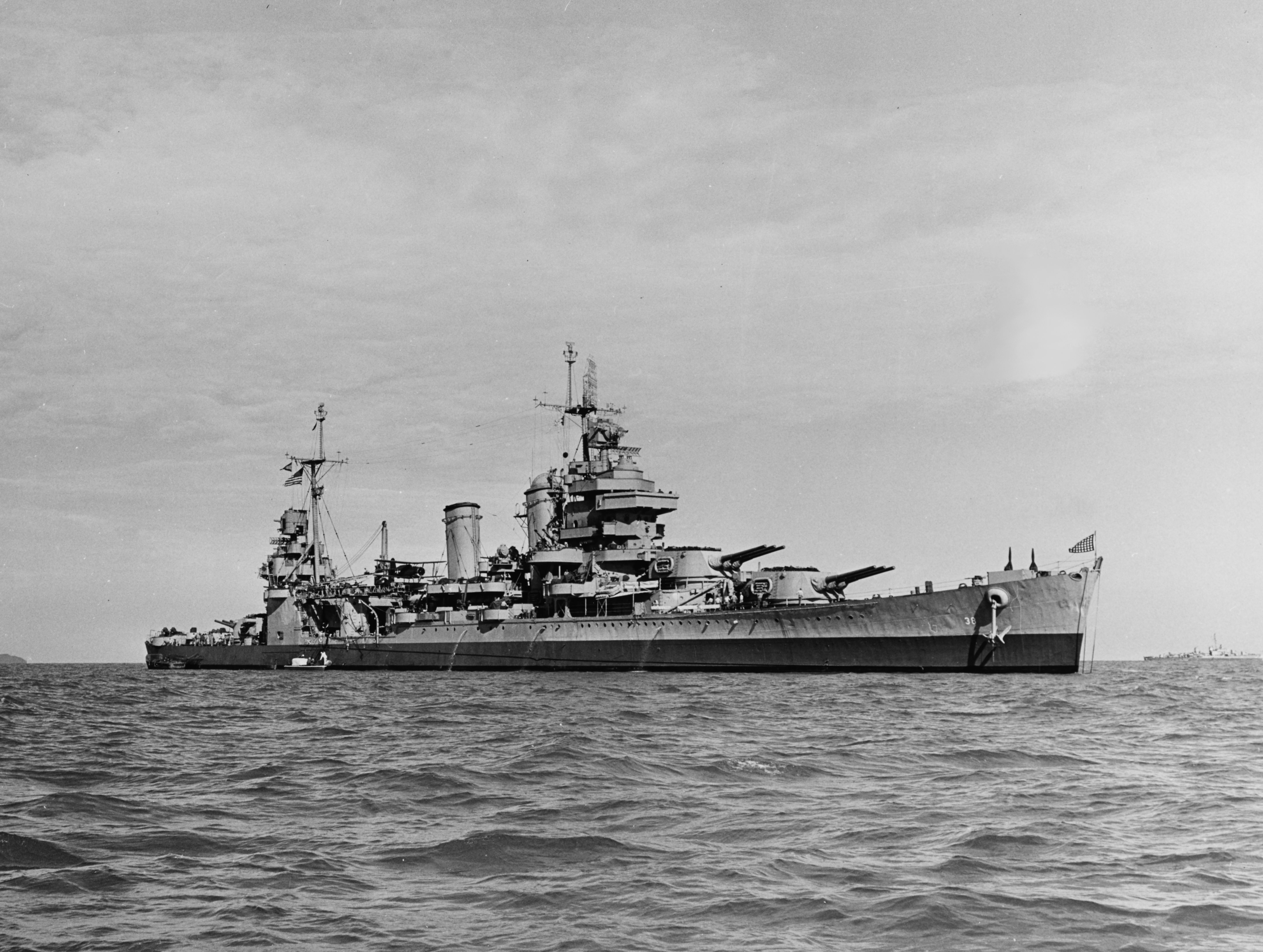
キャラハンが艦長を務め、旗艦にもなったサンフランシスコ（1945年9月28日）。

10月末から11月にかけては、北アフリカ戦線の第二次エル・アラメイン会戦と重なったこともあって南太平洋方面に兵力が回らず、ルーズベルトのイニシアチブがなかったら、ガダルカナル島は日本軍の手に帰していた可能性もあった。新たな日本軍の攻勢が察知され、ハルゼーはキャラハンとスコットに輸送船団をガダルカナル島へ送り、任務が終われば日本艦隊との交戦を避けるため即座に撤退するよう命じた。11月11日、まずスコットに率いられた輸送船団がガダルカナル島に到着して揚陸を開始し、到着を嗅ぎ付けた日本軍機の空襲を受けたが撃退した。翌11月12日朝には、キャラハンが指揮する輸送船団がガダルカナル島に到着し、同じように揚陸を開始したが、相前後して偵察機が「スロット」ニュージョージア海峡を南下する阿部弘毅少将率いる日本艦隊を発見したため揚陸作業は急速に進められたものの、前日に続いて日本軍機が空襲を行い、そのうちの撃墜された1機がサンフランシスコに体当たりを行って射撃指揮装置と射撃用レーダーを破壊して能力を低下させた。夕方までに輸送船団は揚陸を9割方終えて洋上に退避し、あとにはキャラハン、スコットの第67.4任務群が日本艦隊迎撃のため残っていた。キャラハンはハルゼーが戦艦を後詰に繰り出してくることを知っていたため、迎撃には乗り気ではなかったが、ガダルカナル島の味方部隊を守りきる使命感がそれを上回っていた。
11月12日夜、キャラハンの第67.4任務群はスコットがサボ島沖海戦で使用した隊形を借用し、前衛と後衛に駆逐艦を配して北北西の針路を進んでいた。やがて軽巡洋艦ヘレナ (USS Helena, CL-50) が阿部艦隊を探知したものの、旧式レーダーしかないサンフランシスコでは何もわからないまま時が過ぎていった。前衛の駆逐艦が日本側の駆逐艦夕立と春雨に至近距離で出くわして大混乱したことすら、すぐにはわからなかった。間もなく、前衛の混乱を避けて左に針路をとった軽巡洋艦アトランタが阿部艦隊の戦艦、比叡および霧島の懐に飛び込む形となり、比叡はサーチライトでアトランタを照射ののち主砲の二斉射を行って艦橋を破壊し、アトランタにいるスコットや幕僚は一人を残して全員戦死した。
キャラハンの指揮は、全く良いものではなかった。サンフランシスコは炎上中の艦船に向けて19発の命中弾を与えたが、その艦船はアトランタであり、驚いたキャラハンは射撃中止を命じたものの、何がどう間違ったのか指揮下の全艦艇に一瞬とはいえ発令してしまい米艦隊を著しく混乱させた。やがてサンフランシスコは比叡と砲撃戦を演じたが、比叡の背後にいた霧島が三斉射を行って、そのうちの一発が艦橋に命中、キャラハンやサンフランシスコ艦長カッシン・ヤング大佐（アナポリス1916年組）ら任務群幕僚およびサンフランシスコ幹部はことごとく戦死した。キャラハンはアイザック・C・キッド（アナポリス1906年組）、スコットに続く、第二次世界大戦で直接戦闘により戦死した3人目の提督となった。自らの失策にて余計な損失を多く出したものの、曲がりなりにも使命を尽くしたことは評価され、死後名誉勲章が追贈された。
サンフランシスコでは死傷者が続出し、生存者で最上位の将校であった通信担当のブルース・マッカンドレス少佐（アナポリス1932年組）が艦の指揮をキャラハンの名前において発した。マッカンドレスの行為自体は、通常なら重大な違法行為として軍法会議で追及されるところであったが、マッカンドレスが作戦に直接タッチしていたこととキャラハンの戦死を日本側から秘匿する必要性があったことから特例で不問となり、マッカンドレスにも名誉勲章が授けられた。
海戦のあとの11月19日、ハルゼーは海軍大将となった。ハルゼーは両襟に大将の四つ星章を取り付けたが、三つ星章を外して外した中将の三つ星章を「わたしに新しい階級章を下さったのは、お二人の御主人たちの勇敢な行為だったのだ」との言葉を添えてメアリー・トーミー・キャラハンとスコット夫人に1個ずつ贈るよう手配させた。

## 名誉勲章と賞賛

### 名誉勲章
キャラハンの戦死時、息子のダニエル・ジュニアは中尉であり、父に代わって名誉勲章を受け取った。

### 賞賛
名誉勲章以外では、やはり第三次ソロモン海戦の戦功により海軍殊勲章が授けられた。フレッチャー級駆逐艦の一艦であるキャラハン (USS Callaghan, DD-792) およびキッド級ミサイル駆逐艦の2番艦キャラハン (USS Callaghan, DD-994/DDG-994) はキャラハンを記念して命名されたが、前者は1945年7月29日朝方に神風特攻隊の攻撃を受けて沈没し、神風攻撃で沈没した最後の艦艇となった。何たる偶然か、沈みゆくキャラハンの救助作業にあたった艦艇のうちの一隻は、キャラハンとともに戦死したヤングを記念して命名されたカッシン・ヤング (USS Cassin Young, DD-793) であった。
キャラハンはマニラ・アメリカ軍記念墓地の行方不明者の碑に名を連ねている。ロードアイランド州ニューポートにある将校研修部隊用のキャラハン・ホールは、キャラハンの栄誉をたたえて命名された。カリフォルニア州ヴァレーホにある通り「アドミラル・キャラハン・レーン」もキャラハンにちなんで命名されたものであり、ゴールデン・ゲート国立保養地の一角、ランズエンドにあるサンフランシスコの記念碑には、キャラハンはともに戦死したサンフランシスコの乗組員とともに名前が刻まれている。